# Pan: Viatge al País de Mai Més
Pan: Viatge al País de Mai Més (títol original en anglès, Pan) és una pel·lícula d'aventures fantàstiques de 2015 dirigida per Joe Wright. La pel·lícula és una preqüela de la història de Peter Pan de James Matthew Barrie i és protagonitzada per Hugh Jackman, Garrett Hedlund, Rooney Mara i Levi Miller.
La pel·lícula va ser estrenat el 20 de setembre de 2015 a Londres i va arribar a les cartelleres de Catalunya el 9 d'octubre del mateix any, amb setze còpies doblades al català.

## Argument
Peter (Levi Miller) és un noi rebel que va ser abandonat de petit per la seva mare Mary (Amanda Seyfried) a les escales d'un orfenat de Londres. Durant una nit es transportat des de l'orfenat a un món fantàstic de pirates, guerrers i fades anomenat Mai Més. Mentre viu extraordinàries aventures, intenta descobrir per què sa mare el va abandonar en l’orfenat després de néixer.

## Repartiment
| Intèrpret       | Personatge |
| --------------- | ---------- |
| Hugh Jackman    | Barbanegra |
| Levi Miller     | Peter      |
| Garrett Hedlund | Hook       |
| Rooney Mara     | Tiger Lily |
| Amanda Seyfried | Mary       |
| Cara Delevingne | Sirena     |